# Helina gressitti
Helina gressitti är en tvåvingeart som beskrevs av Shinonaga 1998. Helina gressitti ingår i släktet Helina och familjen husflugor. Inga underarter finns listade i Catalogue of Life.